# Джуаншер Бурчуладзе
Джуаншер Бурчуладзе (нар. 14 січня 1976) — грузинський політик, міністр оборони другого уряду Гарібашвілі з 22 лютого 2021 року.